# Ювановське сільське поселення
Юва́новське сільське поселення (чув. Йăванкасси ял тăрăхĕ, рос. Ювановское сельское поселение) — муніципальне утворення у складі Ядринського району Чувашії, Росія. Адміністративний центр — село Юваново.

## Склад
До складу поселення входять такі населені пункти:
| Населений пункт          | Населення, осіб (2010) |
| ------------------------ | ---------------------- |
| Верхні Бурнаші, присілок | 51                     |
| Верхні Ірзеї, присілок   | 186                    |
| Нижні Бурнаші, присілок  | 89                     |
| Нижні Ірзеї, присілок    | 103                    |
| Середні Ірзеї, присілок  | 84                     |
| Сятраєво, присілок       | 96                     |
| Тяптяєво, село           | 154                    |
| Юваново, село            | 584                    |